# Pseudodolbina fo
Espèce
Pseudodolbina fo est une espèce de lépidoptères (papillons) de la famille des Sphingidae, de la sous-famille des Sphinginae, de la tribu des Sphingini et du genre Pseudodolbina.

## Description
L'envergure est 60-68 mm.

## Biologie
Il y a une génération par an.
Les chenilles se nourrissent sur Strobilanthes alatus et Strobilanthes dalhousianus dans le nord-est de l'Inde.

## Répartition
L'espèce est connue au Népal, au Bhoutan, au nord-est de l'Inde, et au Tibet.

## Systématique
- L'espèce Pseudodolbina fo a été décrite par l'entomologiste britannique Francis Walker en 1856, sous le nom initial de Zonilia fo[1]. C'est l'espèce type pour le genre.

### Synonymie
- Zonilia fo Walker, 1856 protonyme
- Pseudodolbina veloxina Rothschild, 1894[2]

### Taxonomie
Liste des sous-espèces
- Pseudodolbina fo fo (Walker 1856) Népal, Bhoutan et le nord-est de l'Inde, au Tibet (Chine)
- Pseudodolbina fo Celator Jordan 1926 (Inde)